# Sjónvarp Føroya
A Sjónvarp Føroya (SVF) Feröer nemzeti televíziója. Egyetlen csatornája van, amely az egész országban fogható.
A tévé adását 1984. április 1-jén kezdte meg. 2005. január 1-jétől szervezetileg összevonták a feröeri rádióval (Útvarp Føroya), és az egyesült társaság Kringvarp Føroya néven működik.
Egyetlen csatornája mintegy heti 40 órán át sugároz műsort. Ebben az idősávban hírműsorok, dokumentumfilmek, szórakoztató, kulturális és sportműsorok, drámák és gyerekműsorok kerülnek a képernyőre. A cég működését licencdíjakból, a reklámidő értékesítéséből és a bingó bevételeiből finanszírozzák.